# Деак Жолт Йожефович
Жо́лт Йо́жефович Деа́к (угор. Zholt Jozefovics Deák; 1979—2024) — сержант Збройних сил України, учасник російсько-української війни.

## Життєпис
Народився 12 грудня 1979 року. Проживав у селі Гать на Закарпатті.
Загинув 16 грудня 2024 року на Курщині.
Похований в селі Гать (Берегівський район).

## Нагороди
- Орден «За мужність» III ступеня (20 лютого 2025, посмертно) — за особисту мужність, виявлену у захисті державного суверенітету та територіальної цілісності України, самовіддане виконання військового обов'язку[3].